# キリストの洗礼 (ヴェロッキオの絵画)
『キリストの洗礼』（キリストのせんれい、英: The Baptism of Christ）は、初期ルネサンスの画家アンドレア・デル・ヴェロッキオとその弟子達が描いた絵画。
通例ヴェロッキオとレオナルド・ダ・ヴィンチの合作とされるが、この2人以外の手も認められる。

## 概要
ヨハネは洗礼者として、荒野で禁欲的な隠遁生活を送りながら、彼のもとにやって来る人々すべてにヨルダン川の水で洗礼を施していた。
彼は、天使の導きによって、その場でイエスを待っていたのであった。キリストが洗礼を受ける為に現れたとき、ヨハネは「私こそ、あなたから洗礼を受けるべきなのですが」とイエスの足元にひれ伏したという。聖書の中でもとりわけて有名なこの場面は、多くの画家によって描かれてきたが、その中でも特に有名な作品である。
ルカ、ヨハネ、マルコ、マタイの各福音書には、本作の情景に関する記述がある。

## 製作過程
本作品の制作者であるヴェロッキオは、絵画や版画、鋳造、機械工学や、数学、音楽の才にも恵まれており、当時のフィレンツェにおける一流の芸術家であった。それ故、彼の工房には大勢の有望な若い弟子たちが集まることとなった。
彼の工房では、多岐にわたる分野の作品を制作していたため、共同での制作が頻繁に行われていた。本作品もそのうちの1つにあたる。
本作は、1472年から75年にかけてフィレンツェのサン・サルヴィ修道院より依頼を受けて制作された。当時ヴェロッキオの弟子であった、レオナルド・ダ・ヴィンチに天使や背景などを描かせたとされるが、キリストや右側の洗礼者聖ヨハネの部分にもボッティチェリやロレンツォ・ディ・クレディの手が入っているとする研究者もいる。
本作品には人体の解剖学的構造への著しい関心が見られるのに対し、人物の衣襞や、中景の岩壁の仕上げには稚拙なほどの生硬さが見られるため、ヴェロッキオやレオナルド以外の第三者の手が入っているのは確実であると考えられる。
また、全体の構図や主要人物のデッサンをヴェロッキオが決定したことはキリストと聖ヨハネの表現がヴェロッキオの代表作の1つである『聖トマスの懐疑』と共通する要素を持っていることから間違いがなく、おそらく凡庸な弟子を率いて制作を進めていた画面を、腕の良い弟子たちが引き継ぎ、最後の段階でレオナルドが手を加えて完成したものと考えられる。
複数の作者の合作であるため、画面全体の不調和や統一感の欠如は否めないが、ヴェロッキオの独自性と力量が遺憾なく発揮された作品である。
1810年にアカデミア美術館のコレクションのうちに入ったが、1959年にウフィッツィ美術館に移された。
ボッティチェリの『ヴィーナスの誕生』は本作の形式に従って描かれたものである。

## 逸話
レオナルド・ダ・ヴィンチが描いた左端の天使を見て、師であるヴェロッキオは筆を折り、その後2度と絵を描くことはなかったと伝えられているが、正確には間違いであり、単に工房が受注した絵画の制作のほとんどを弟子達に任せ、自身は専門の彫刻に専念していったというだけでしかない。この逸話はヴァザーリの画家・彫刻家・建築家列伝に端を発するものである。